# Da Pontejev vodnjak, Koper
Da Pontejev vodnjak stoji na Prešernovem trgu v Kopru, ki so ga včasih imenovali Trg Muda.
Že konec 14. stoletja so speljali vodovod s celine do mesta na otoku. V 16. stoletja je bilo v Kopru okrog 10.000 prebivalcev, ki jim je bilo treba priskrbeti pitno vodo, saj zajetja kapnice v cisternah niso več zadoščala. 
Nikolo Manzuoli je v 17. stoletja zabeležil, kako se je mesto oskrbovalo z vodo. Opisal je, da v oddaljenosti 2 milj izvira dragocena voda, ki pod zemljo po kamnitem jašku priteče na kraj, ki se mu reče »Colonna«. Od tod so bile pod morjem speljane lesene cevi do različnih krajev v mestu. Pri izkopavanjih v novejšem času so na te cevi tudi naleteli. Omenjeni vodovod je eno od največjih gradbenih dosežkov v bogati zgodovini mesta. 
Leta 1666 so stari vodnjak zamenjali z današnjim, ki je izdelan v obliki mostu, kar je simbolični spomin na mecena, mestnega podestata in njegov priimek. Bazen za vodo je izdelan v obliki osmerokotnika ter je obdan s petnajstimi pilastri, na katerih so izklesani grbi koprskih plemiških družin, ki so prispevale denar za zgraditev vodnjaka. Iz štirih »maskeron« ob vznožju loka brizga voda v bazen. Vodnjak so za zajemanje pitne vode uporabljali do leta 1898.
Leta 1990 so Prešernov trg na novo tlakovali, Da Pontejev vodnjak pa popravili in renovirali.